# Острый остеомиелит
Острый остеомиелит — острое гнойное воспаление костного мозга, обусловленное попаданием гноеродных бактерий (стрепто- и стафилококки, гемофильная палочка, кишечная палочка и др.).

## Описание
Острый остеомиелит — острое диффузное или отграниченное воспаление в костном мозге. Его вызывают гноеродные бактерии при проникновении в открытую рану при открытых переломах. Анаэробная форма остеомиелита вызывается клостридиальными или неклостридиальными анаэробными бактериями.

## Симптомы

### Простая (гнойная) форма острого остеомиелита
- Отёчность мягких тканей;
- Болевой синдром;
- Озноб;
- Жар;
- Гнойная интоксикация:
  - Отсутствие аппетита;
  - Головная боль (цефалгия);
  - Отсутствие настроения;
  - Слабость.

### Анаэробная форма острого остеомиелита
Анаэробная форма острого остеомиелита, как правило, протекает всегда тяжело или крайне тяжело:
- Начало газовой гангрены;
- Сильная, невыносимая боль в поражённой конечности;
- Крайне высокая температура тела (40-41°C);
- Крайне тяжёлая интоксикация:
  - Крайняя слабость;
  - Сильная ломота в теле;
  - Проливные поты;
  - Отсутствие аппетита.

## Причины
- Попадание гноеродной инфекции в рану в случае открытого перелома кости;

## Осложнения
Без лечения острый гнойный процесс превращается в хронический остеомиелит. В результате распространения (если не произошла хронизация острого процесса) гнойного процесса появляется гнойный артрит. Также острый остеомиелит вызывает острое разлитое гнойное воспаление в жировой клетчатке (флегмона). При остеомиелите костей лицевого черепа появляется гнойный менингит.